# Méthylsilane
Le méthylsilane est un composé chimique de formule SiH3CH3. Il s'agit d'un gaz incolore très inflammable et pyrophorique à l'odeur nauséeuse formant des mélanges explosifs avec l'air. Il peut être produit en quantité par la réaction du chlorosilane SiH3Cl avec un excès de diméthylzinc Zn(CH3)2, ce qui libère également du chlorure de méthylzinc ClZnCH3 :
SiH3Cl + Zn(CH3)2 ⟶ SiH3CH3 + ClZnCH3.
La réaction du méthylsilane avec le cation silicium Si+ donne plusieurs composés organosiliciés actifs.
Le méthylsilane est par exemple utilisé pour l'épitaxie en phase vapeur aux organométalliques (MOVPE) de couches minces de carbure de silicium SiC dopé au germanium (Ge:SiC).